# 東光寺 (徳島市)
東光寺（とうこうじ）は、徳島県徳島市寺町にある浄土真宗本願寺派の寺院である。山号は天寿山。本尊は阿弥陀如来。

## 歴史
『阿波志』によれば、かつては京都の興正寺の末寺で、俗名は藤原成重が出家し、寛海と号して開基となった。
創建時は板野郡川端村（現在の板野町にあり、三好氏より13貫地1町7反を給された。末寺28を有したが、14代住職の正円のときに現在地に移した。1945年の徳島大空襲で山門以外の伽藍を焼失し、以後、再興する。
境内には江戸時代の浮世絵師として有名な東洲斎写楽の墓と伝えられる墓石が残る。

## 墓所
- 東洲斎写楽 - 浮世絵師。

## 交通
- JR徳島駅より徒歩で約15分。
- 徳島自動車道「徳島インターチェンジ」より車で約10分。